# أساطير جرمانية

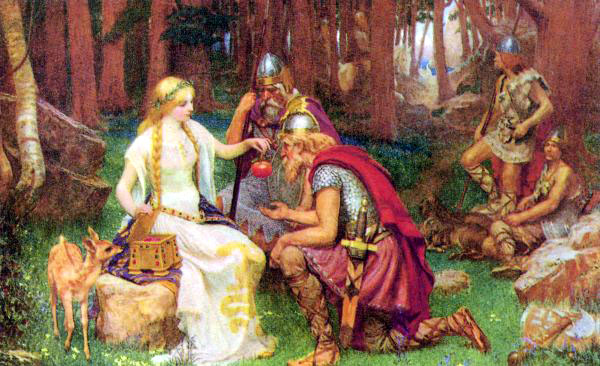
إيدون والتفاح

أساطير جرمانية هي الأساطير التي كانت تؤمن بها الشعوب الجرمانية، وتتضمن أيضاً الأساطير الإسكندنافية و‌الأساطير الأنجلوسكسونية و‌الأساطير الألمانية و‌الأساطير القوطية والأساطير الفرنجية.

## الدين
آمن الشعوب الجرمانية بآلهة متعددة وكانت تنقسم الآلهة الجرمانية إلى قسمين وهم إيسر وهم آلهة الحرب والفانير وهم آلهة الخصوبة والثروة. كان الإله أودين هو الإله الرئيسي للديانة الجرمانية القديمة وكان يعتبر إله الحرب والحكمة، وكان يعتبر إله أسكارد والفالهالا وهي الجنة ألتي كان يذهب إليها المحاربين الشجعان. وكان من ضمن الآلهة المهمة الأخرى الإله ثور إله البرق والعواصف وزوجته فريغ إلهة الحب والحكمة، وقد أشتهر ثور بكونه الإله ألذي حارب العمالقة والأفعى يورمونغاند. ومن ضمن الآلهة الأخرى الإله بالدر إله الشمس ولوكي إله الكذب والخداع وهايمدال ومن ضمن آلهة الفانير هم نيورد إله البحر والمياه وفريا إلهة الجنس وفري إله الزراعة و هيل إلهة الموت والعالم السفلي.

## أساطير أخرى
ومن ضمن الأساطير ألتي آمن بها الجرمان هم الأقزام والأشباح والملائكة آلف.